# Dom przedpogrzebowy w Lesznie
Dom przedpogrzebowy w Lesznie – znajduje się na cmentarzu żydowskim przy Alejach Jana Pawła II. Jest jednokondygnacyjnym budynkiem z czerwonej cegły, wzniesionym na planie prostokąta i nakrytym czterospadowym dachem. Powstał w końcu XIX wieku. W okresie PRL służył jako galwanizernia. W 1993 roku został odrestaurowany i od tego czasu mieścił Dział Judaistyczny Muzeum Okręgowego w Lesznie. Obecnie znajduje się w nim Filia nr 2 Miejskiej Biblioteki Publicznej im. Stanisława Grochowiaka w Lesznie.